# Heteroprymna longicornis
Heteroprymna longicornis är en stekelart som först beskrevs av Walker 1835.  Heteroprymna longicornis ingår i släktet Heteroprymna och familjen puppglanssteklar. Arten är reproducerande i Sverige. Inga underarter finns listade i Catalogue of Life.